# Wimbledon Championships 1893
Die 17. Auflage der Wimbledon Championships fand 1893 auf dem Gelände des All England Lawn Tennis and Croquet Club an der Worple Road statt. Bei den Herren traten im All-Comers-Wettbewerb 29 Teilnehmer an, bei den Damen sieben.
Es war das letzte Jahr, in dem sich die Brüder Renshaw zum Turnier anmeldeten. William Renshaw trat allerdings sein Erstrundenspiel gar nicht erst an, sein Zwillingsbruder Ernest schied bereits in der zweiten Runde aus. Mit dem Rückzug der populären Brüder von Wimbledon ließ das öffentliche Interesse am Turnier in der Folgezeit nach.

## Herreneinzel
Joshua Pim bezwang in der Challenge Round den Titelverteidiger Wilfred Baddeley und gewann seinen ersten Einzeltitel.

## Dameneinzel
Charlotte Dod konnte ihren fünften und letzten Titel erringen. In der Challenge Round setzte sie sich gegen ihre Rivalin Blanche Bingley-Hillyard in drei Sätzen durch.
Charlotte Cooper, die das Turnier ab 1895 fünf Mal gewinnen sollte, nahm erstmals teil. Sie schied jedoch bereits in der ersten Runde gegen Henrietta Horncastle aus.

## Herrendoppel
Joshua Pim und Frank Stoker schlugen die Vorjahressieger Ernest Lewis und Harry Barlow in der Challenge Round mit 4:6, 6:3, 6:1, 2:6 und 6:0.